# Calceolaria pinifolia
Calceolaria pinifolia är en toffelblomsväxtart som beskrevs av Antonio José Cavanilles. Calceolaria pinifolia ingår i släktet toffelblommor, och familjen toffelblomsväxter. Inga underarter finns listade i Catalogue of Life.